# Cliffortia hirta
Cliffortia hirta là loài thực vật có hoa trong họ Hoa hồng. Loài này được Burm. f. mô tả khoa học đầu tiên.